# Cam Fowler
Cameron Matthew Fowler (* 5. prosince 1991, Windsor, Ontario, Kanada) je americký hokejový obránce hrající v týmu Anaheim Ducks v severoamerické lize NHL.

## Úspěchy

### Individuální úspěchy
- All-Star Team na MS 18' – 2009
- Nejlepší obránce MS 18' – 2009
- CHL Memorial Cup All-Star Team – 2010
- OHL All-Star Game – 2010

### Kolektivní úspěchy
- Stříbrná medaile z MS 17' – 2008
- Zlatá medaile z MS 18' – 2009
- Zlatá medaile z MSJ – 2010

## Klubové statistiky
| Sezona      | Klub                           | Soutěž      | Základní část | Základní část | Základní část | Základní část | Základní část | Play off | Play off | Play off | Play off | Play off |
| Sezona      | Klub                           | Soutěž      | Z             | G             | A             | B             | TM            | Z        | G        | A        | B        | TM       |
| ----------- | ------------------------------ | ----------- | ------------- | ------------- | ------------- | ------------- | ------------- | -------- | -------- | -------- | -------- | -------- |
| 2006/07     | Detroit Honeybaked             | UST1        | 52            | 8             | 20            | 28            | 18            | 4        | 1        | 2        | 3        | 4        |
| 2007/08     | U.S. National Development Team | NAHL        | 56            | 3             | 12            | 15            | 10            | 3        | 0        | 0        | 0        | 2        |
| 2008/09     | U.S. National Development Team | NAHL        | 47            | 8             | 32            | 40            | 44            | 14       | 2        | 7        | 9        | 12       |
| 2009/10     | Windsor Spitfires              | OHL         | 55            | 8             | 47            | 55            | 14            | 19       | 3        | 11       | 14       | 10       |
| 2010/11     | Anaheim Ducks                  | NHL         | 76            | 10            | 30            | 40            | 20            | 6        | 1        | 3        | 4        | 2        |
| 2011/12     | Anaheim Ducks                  | NHL         | 82            | 5             | 24            | 29            | 18            | —        | —        | —        | —        | —        |
| 2012/13     | Södertälje SK                  | Swe.1       | 14            | 2             | 5             | 7             | 14            | —        | —        | —        | —        | —        |
| 2012/13     | Anaheim Ducks                  | NHL         | 37            | 1             | 10            | 11            | 4             | 7        | 0        | 3        | 3        | 0        |
| 2013/14     | Anaheim Ducks                  | NHL         | 70            | 6             | 30            | 36            | 14            | 13       | 0        | 4        | 4        | 4        |
| 2014/15     | Anaheim Ducks                  | NHL         | 80            | 7             | 27            | 34            | 14            | 16       | 2        | 8        | 10       | 2        |
| 2015/16     | Anaheim Ducks                  | NHL         | 69            | 5             | 23            | 28            | 27            | 7        | 1        | 2        | 3        | 4        |
| 2016/17     | Anaheim Ducks                  | NHL         | 80            | 11            | 28            | 39            | 20            | 13       | 2        | 7        | 9        | 2        |
| 2017/18     | Anaheim Ducks                  | NHL         | 67            | 8             | 24            | 32            | 28            | —        | —        | —        | —        | —        |
| 2018/19     | Anaheim Ducks                  | NHL         | 59            | 5             | 18            | 23            | 20            | —        | —        | —        | —        | —        |
| 2019/20     | Anaheim Ducks                  | NHL         | 59            | 9             | 20            | 29            | 20            | —        | —        | —        | —        | —        |
| 2020/21     | Anaheim Ducks                  | NHL         | 56            | 5             | 18            | 23            | 18            | —        | —        | —        | —        | —        |
| 2021/22     | Anaheim Ducks                  | NHL         | 76            | 9             | 33            | 42            | 14            | —        | —        | —        | —        | —        |
| 2022/23     | Anaheim Ducks                  | NHL         | 82            | 10            | 38            | 48            | 14            | —        | —        | —        | —        | —        |
| 2023/24     | Anaheim Ducks                  | NHL         | 81            | 5             | 34            | 39            | 24            | —        | —        | —        | —        | —        |
| NHL celkově | NHL celkově                    | NHL celkově | 974           | 96            | 357           | 453           | 255           | 62       | 6        | 27       | 33       | 14       |

### Reprezentační statistiky
| 2009                   | USA 18'                | MS 18'                 | 7  | 1 | 7 | 8  | 4 | Zlatá medaile |
| 2010                   | USA 20'                | MSJ                    | 7  | 0 | 2 | 2  | 4 | Zlatá medaile |
| 2011                   | USA                    | MS                     | 7  | 1 | 2 | 3  | 2 | 8.            |
| 2012                   | USA                    | MS                     | 8  | 1 | 4 | 5  | 2 | 7.            |
| 2014                   | USA                    | ZOH                    | 6  | 1 | 0 | 1  | 0 | 4.            |
| Juniorská reprezentace | Juniorská reprezentace | Juniorská reprezentace | 14 | 1 | 9 | 10 | 8 |               |
| Seniorská reprezentace | Seniorská reprezentace | Seniorská reprezentace | 21 | 3 | 6 | 9  | 4 |               |